# دونالد فيغا
دونالد فيغا (بالإنجليزية: Donald Vega)‏ هو عازف بيانو أمريكي، ولد في 23 يوليو 1974 في مسايا، نيكاراغوا في نيكاراغوا.